# Fenton (Luizjana)
Fenton – wieś w Stanach Zjednoczonych, w stanie Luizjana, w parafii Jefferson Davis.